# Dr. Mastermind
Dr. Mastermind ist eine Speed- und Heavy-Metal-Band aus den USA.

## Geschichte
Sänger und Bassist Matt McCourt gründete die Band 1982 unter dem Namen Evil Genius. Noch im gleichen Jahr nahm er mit Dave Koening, Chon Carter und Kip Doran ein Demo mit drei Liedern im Ace Tunnel Sound Studio in Portland auf.
Nach mehreren Besetzungswechseln wurde 1984 ein weiteres Demo unter dem Titel Evil Genius aufgenommen. Dieses wurde 2006 unter dem ursprünglichen Bandnamen Evil Genius mit dem Titel Dr. Mastermind Must Die! veröffentlicht. Mit dieser Besetzung spielte die Band einige regionale Konzerte, bevor sie sich aufgrund von fehlenden Vertragsangeboten seitens Musiklabels wieder trennten.
Nachdem McCourt das Evil Genius-Demo an Mike Varney von Shrapnel Records geschickt hatte, wurde ihm ein Vertrag mit dem Label vorgeschlagen, unter der Voraussetzung, dass er einen Schlagzeuger für die Band findet. Diesen fand er in Deen Castronovo, der zuvor bereits mit McCourt in der Band Wild Dogs spielte. Als Gitarrist fand sich Kurt James.
Kurz vor Veröffentlichung des Albums Dr. Mastermind im Jahr 1986 benannte sich die Band auf Anraten des Labels zunächst zu Mastermind um. Der Name wurde aufgrund einer möglichen Urheberrechtsverletzung zu Dr. Mastermind geändert, da bereits eine andere amerikanische Band mit dem Namen Mastermind existierte.
Erste Tonspuren für das Album wurden im Cascade Studio in Portland, Oregon aufgenommen, bevor es in den Prairie Sun Studios in Cotati, Kalifornien fertiggestellt wurde.
Nachdem Dr. Mastermind veröffentlicht wurde, verließen Castronovo, James und Chick die Band. Ab diesem Zeitpunkt bestand die Band hauptsächlich nur noch aus McCourt, der in den folgenden Jahren auf seinem eigenen Label US Metal Records eine DVD und mehrere Kompilationen herausbrachte. Anfang der 2000er veröffentlichte McCourt eine Neuauflage des Dr. Mastermind-Albums mit zusätzlichen Live-Aufnahmen und dem Song Evil Seed. In diesem Zeitraum wurde auch die DVD Captured Alive! - One Night Stand und die Kompilation History of Evil Genius mit unveröffentlichten Demoaufnahmen veröffentlicht. 
2005 wurde unter einer neuen, ebenfalls kurzlebigen Besetzung ein Nachfolgealbum unter dem Titel Sin Sandwich aufgenommen.
Im Jahr 2017 wurde eine weitere Kompilation unter dem Titel Before and After veröffentlicht.

## Diskografie

### Studioalben
- 1986: Dr. Mastermind (Shrapnel Records)
- 2005: Sin Sandwich (US Metal Records)

### Sonstiges
- 1982: Demo (Demo)
- 1984: Evil Genius (Demo)
- 2000: Captured Alive! – One Night Stand (DVD) (US Metal Records)
- 2003: History of Evil Genius (Kompilation) (US Metal Records)
- 2006: Dr. Mastermind Must Die! (Kompilation) (unter dem Namen Evil Genius veröffentlicht) (US Metal Records)
- 2017: Before and After (Kompilation) (US Metal Records)